# Бартлетт, Мортон
Мортон Бартлетт (англ. Morton Bartlett, 20 января 1909, Чикаго, США — 1992, Бостон, США) — американский фотограф, графический дизайнер и скульптор, получивший посмертную известность своими реалистическими куклами и их фотографиями. Искусствоведы относят его творчество к направлению l’art brut. Вместе с тем, в отличие от большинства представителей этого направления, он не находился под наблюдением психиатра, воспринимался окружающими как уважаемый член общества. У Бартлета были профессиональные взлёты и падения, но он никогда не оказывался на обочине жизни.
Куклы Мортона Бартлетта, которые сочетают реализм, иронию и эротику, вызвали широкий диапазон толкований. Некоторые искусствоведы утверждают, что Бартлетт создавал куклы как безопасный выход для выражения своих скрытых патологических сексуальных желаний, другие настаивают, что художник мечтал о массовом производстве своих кукол как игрушек для детей.

## Биография
Мортон Бартлетт родился 20 января 1909 года в Чикаго (штат Иллинойс), по другим данным — в 1903 году. Он остался сиротой в возрасте семи или восьми лет (об обстоятельствах смерти его родителей ничего не известно) и был усыновлён мистером и миссис Уоррен Годдард Бартлетт, состоятельной четой из посёлка Кохассет, штат Массачусетс. Мортон был зачислен в Академию Филлипса Эксетера, а затем учился два года в Гарвардском университете, с 1928 по 1930 годы. В 1955 году он написал короткую автобиографию «Класс 1932 года» для юбилейного сборника в честь 25-летия выпуска этого года в Гарварде. В ней он утверждал: «Моё хобби — скульптура из гипса. Его цель — дать простор тем внутренним импульсам, которые не находят другого выражения». После ухода из университета, возможно, из-за финансовых трудностей, вызванных Великой депрессией, Бартлетт изо всех сил пытался устроиться в жизни. Он жил в Кембридже, штат Массачусетс, работал редактором журнала ремёсел и управлял бензоколонкой, продавал мебель, производил и продавал сувениры, был внештатным фотографом и графическим дизайнером.
После службы в армии США во время Второй мировой войны Бартлетт вновь занялся графическим дизайном и фотографией, участвуя в составлении каталогов для M. Scharf and Co., бостонского дистрибьютора игрушек. С 1936 по 1963 годы Бартлетт занимался необычным хобби — изготовлением кукол и их фотографированием. Его работы получили общенациональную известность только после смерти дизайнера. Неизвестно, почему Бартлетт внезапно прекратил создание своих кукол. Исследователи обычно соотносят это с публикацией статьи в журнале «Yankee» за апрель 1962 года, посвящённой его куклам. Доброжелательная к его творчеству статья, занимавшая две страницы, изобразила Бартлетта в качестве местной достопримечательности — дизайнера игрушек-любителя, который в будущем планировал представить свои творения вниманию самой широкой публики. Фотографии в статье демонстрировали группу из девяти кукол и самого мастера — их создателя. Название статьи, однако, было двусмысленным — «Возлюбленные мистера Бартлетта» (англ. «The Sweethearts of Mr. Bartlett»). Перед тем, как полностью покончить со своим хобби, Бартлетт тщательно обернул каждую куклу в газету. Он сохранял их в таком виде всю оставшуюся часть жизни. Своим соседям он был известен невероятной педантичностью (он выпивал в полдень солодовый молочный коктейль, а в пять часов — стакан хереса).
Бартлетт умер в 1992 году в Бостоне, где проживал длительное время, будучи владельцем полиграфического агентства Morton Bartlett and Associates. Он оставил завещание, по которому все его накопления в размере 300 000 долларов были «разделены между благотворительными организациями, занимающимися сиротами».

## Изучение творчества
В 1993 году, через год после смерти Мортона Бартлетта, в подвале его дома были обнаружены пятнадцать созданных им кукол, около двухсот чёрно-белых фотографий, карандашные зарисовки детей, а также семнадцать цветных слайдов. Куклы были приобретены в том же году Брюсом Эмондом; каждая кукла на тот момент всё ещё была завёрнута в газеты 1963 года. Новый владелец отправил куклы на выставку-ярмарку «Искусство аутсайдеров» (англ. «Outsider Art») в Нью-Йорке. Именно там Мэрион Харрис, искусствовед и специалист по антиквариату, проживавшая в Коннектикуте, впервые увидела скульптуры и чёрно-белые фотографии Мортона Бартлетта. Она приобрела все известные на тот момент работы Бартлетта (включая даже разрозненные части кукол: около 50 запасных ног и рук, 40 или
50 ушей и 28 голов). В том же году Харрис в качестве куратора «Family Fund» организовала первую персональную выставку работ Бартлетта и издала её каталог. На выставке были представлены несколько его кукол и чёрно-белые фотографии. Через два года выставка в Нью-Йорке превратила Бартлетта в культовую фигуру американской культуры. Если в 1994 году фотографии Бартлетта были оценены не более чем в 800 долларов, а куклы — в 12 000, то всего через год куклы продавались на аукционах по цене более 28 000 долларов, а фотографии — не менее 1 500 долларов каждая.
Только через 15 лет доступными публике оказались сначала цветные слайды (в количестве семнадцати штук), а затем и десять цветных фотографий Бартлетта, открытие которых широкой аудитории принадлежит коллекционеру из Лос-Анджелеса Барри Слоану. Сначала агент по недвижимости, специализирующийся на исторических объектах в Sotheby's International Realty в Беверли-Хиллз, увидел работы Бартлетта в европейском музее, затем купил несколько фотографий у Харрис, а позже продолжил самостоятельные исследования и поиски, и в конце концов приобрёл коробку слайдов Бартлетта у продавца, которого нашёл через eBay. Слоан утверждает, что в его коллекцию входят фотографии Бартлетта в стиле Альфреда Стиглица, эскизы, портфолио автопортретов, которые Бартлетт делал на протяжении всей своей жизни, тысячи слайдов, на которых запечатлены здания в Бостоне (возможно, эти слайды были выполнены по заказу), а также фотографии детей, которые носят прозрачную одежду и играют в лесу.
Фотографии и куклы Бартлетта были широко представлены как на национальном, так и на международном уровне. Его работы находятся в постоянных экспозициях или запасниках крупных музеев: Музея американского народного искусства в Нью-Йорке; в Collection de l'Art Brut в Лозанне, Швейцария; в Музее Данфорта во Фреймингхеме, штат Массачусетс; в музее Метрополитен в Нью-Йорке (в его коллекции находятся пять фотографий кукол, сделанных самим Бартлеттом около 1950 года, их инвентарные номера — 2000.182.1—2000.182.3 и 2000.202.1—2000.202.2); в Музее современного искусства Сан-Франциско; в Доме Джорджа Истмана в Рочестере, штат Нью-Йорк. Выставки работ дизайнера и фотографа прошли в Кёльне, Берлине, Париже, в Венеции. Мэрион Харрис выпустила в 1994 году небольшую монографию «Искусственная семья: одержимость всей жизни художника-самоучки Мортона Бартлетта» (англ. «Family found: The lifetime obsession of self-taught artist, Morton Bartlett»), посвящённую творчеству Бартлетта. В 2012 году монографию «Мортон Бартлетт: Универсальный секрет III» (англ. «Morton Bartlett: Secret Universe III») в серии Музея современности Гамбургского вокзала об искусстве художников-аутсайдеров опубликовал куратор Музея американского народного искусства Ли Коган. В 2013 году на французском языке был издан сборник статей с предисловием профессора-психоаналитика Паскаля Романа, посвящённый дизайнеру.
В 2002 году в США режиссёром Эмили Харрис был снят небольшой документальный фильм «Искусственная семья. Секретная жизнь Мортона Бартлетта», посвящённый личности и творчеству Мортона Бартлетта.

## Личность
Бартлетт никогда не был женат, хотя, предположительно, некоторое время был в близких отношениях с женщиной, жившей через дорогу от него в Кохассете, где они работали вместе в конце 1940-х годов. Жительница Массачусетса Мэри Джейн Декстер утверждала, что это была её мать и у неё есть фотографии, которые Бартлетт сделал в то время с ней и с её братом.
Мортон Бартлетт находился в дружеских отношениях с художником и скульптором Калилом Джебраном и его женой Джейн. Бартлетт был их соседом в течение почти десяти лет, примерно с 1955 по 1964 год, они жили в одном и том же жилом доме по адресу 15 Fayette St. Когда их здание было продано в 1964 году, и жильцы должны были переехать, Бартлетт и Джебраны нашли новые квартиры рядом друг с другом в районе South End. Они оставались друзьями до смерти Бартлетта. Джебран опровергал характеристику Бартлетта как эксцентричной личности, затворника и сексуального девианта. Соседям он был известен как тонкий знаток искусства и интересный собеседник. Джебран утверждал, что и он и его жена знали о куклах, которые Бартлетт создавал и фотографировал.

## Интерпретация творчества Бартлетта
Существует широкий спектр мнений относительно подлинных целей Бартлета и его мотивов.
- Искусствоведы сходятся во мнении, что куклы и фотографии Бартлетта эротичны. Это, по мнению искусствоведов, делает их захватывающими и вселяющими тревогу. В руках Бартлетта невинность становится своего рода раздражителем. Демонстрация нижнего белья куклами подросткового возраста и прозрачные кружевные юбки на некоторых их фотографиях заставляют многих исследователей видеть в Бартлетте тайного педофила[7]. В частности, этого мнения придерживается в своей статье, посвящённой творчеству дизайнера, сотрудник университета Вероны С. Танселла[3]. На фотографии, сделанной в 1920-е годы, Бартлетт предстаёт в образе доброго отца семейства в очках и с трубой в зубах, читающего в кресле, покрытом пледом. Однако, искусствовед Лори Симмонс[англ.] сравнивает его с персонажем Мориса Шевалье в фильме «Жижи» (1958), поющим «Слава небесам за маленьких девочек» и отмечает, что любимую кошку Бартлетта звали именно Жижи. Симмонс отмечает также, что в отличие от трёх фигур мальчиков одного и того же возраста (все они, с точки зрения искусствоведа, имеют «невероятное сходство с самим художником»), фигурки девочек варьируются от неуклюжего раннего подросткового возраста через раннее половое созревание до половозрелой девичьей фигуры, демонстрирующей гордость своим женским обаянием и даже некоторую наглость. Это демонстрирует, по её мнению, подозрительный интерес Бартлетта к данной проблеме[17].
- Ещё одно объяснение связано с потерей Бартлеттом родителей в раннем возрасте. Нет никаких известий об отношениях между Бартлеттом и его приемной семьёй после того, как он достиг совершеннолетия[18]. В своей книге 1994 года Мэрион Харрис предположила, что куклы служили своего рода суррогатной семьёй, заполняя то, что он потерял в детстве. Художественные критики, которые писали о Бартлетте, регулярно ссылаются на историю Пиноккио: рассказ об одиноком кукольном мастере, который так хотел сына, что его желание было наконец удовлетворено доброй феей, превратившей одну из работ мастера в настоящего мальчика. Некоторые предполагают, что более актуальной является история с Пигмалионом, греческим скульптором, который изваял женщину настолько реалистично, что сам в неё влюбился, а благодаря Афродите она ожила[7]. Авторы коллективной статьи о творчестве Бартлетта отмечают близкий аспект этой проблемы. Куклы, созданные дизайнером, могут восприниматься как творческая / преобразующая деятельность, которая позволяет субъекту понять себя как актёра и режиссёра в драме собственной жизни, как хозяина собственной судьбы, установить на время контроль над миром, пусть даже только над миром кукол. Куклы позволяли Бартлетту стать главной фигурой его собственной жизни и преодолеть чувство ущербности от отсутствия семьи, а в целом — от отсутствия рядом просто духовно близких людей[19]. Фотографии кукол девочек, сделанные Бартлеттом, носят обычно эротический характер и подчёркивают пол персонажа, что, с точки зрения авторов статьи, вселяет тревогу. Так как куклы представляют его семью, то эти фотографии, по их мнению, указывают на присутствие эдипова комплекса в сознании их автора[20].

- Другая версия связана с увлечением дизайнера одним из многочисленных американских телесериалов того времени. Бартлетт, как известно, регулярно смотрел популярную телевизионную мыльную оперу «One Man's Family»[англ.], где действие происходило в многодетной семье. Его куклы и их костюмы отражают стиль именно того времени, в которое происходит действие сериала, он создавал для кукол одежду, которую носили актёры в этой телевизионной программе[18].
- Присцилла Франк считала, что куклы являются проявлениями «собственного внутреннего ребёнка» Бартлетта, по её мнению, «маленькой девочки, невинной и ранимой», которая никогда и никак не могла выразить себя[6].
- По мнению Халила Джебрана, куклы были предназначены для продажи крупному производителю игрушек, а в беседах с ним Бартлетт говорил, что его куклы будут столь же популярны, как и Барби[1]. Вместе с тем ряд фактов свидетельствуют против этой версии. В 1950-е и 1960-е годы в управление компании M. Scharf and Co. входили два бывшие однокурсника Бартлетта по Гарварду. Фред Шарф, сын одного из владельцев этой фирмы, который сам был крупным коллекционером народного искусства, утверждал: «Когда его работы всплыли в мире народного искусства, то я был ошеломлён». Шарф сомневался, что Бартлетт хотел наладить массовое производство своих кукол. «Мы могли бы связать его с Mattel или Madame Alexander Dolls[англ.], если бы он попросил, но он этого никогда не делал. Я думаю, что его интерес к куклам был вызван исключительно его собственными проблемами»[7].
- Публикация цветных фотографий Бартлетта, которые до последнего времени не были известны даже специалистам, позволила предположить, что Бартлетт создавал куклы в первую очередь для нужд художественной фотографии, которой он занимался на досуге[10]. Эту точку зрения поддержал американский композитор-авангардист Джон Зорн, восхищённый творчеством Бартлетта. Он отмечал, что дизайнер, вероятно, воспринимал такой процесс как работу по созданию «новой жизни»: сначала он создавал куклу, а затем оживлял её с помощью фотоискусства[21].
- Высказывалось предположение, что куклы Бартлетта были тесно связаны с его недолгой работой детским коммерческим фотографом. Сделанные тогда фотографии он сохранял всю жизнь, составил их каталог в форме тщательно проиндексированных и аннотированных карточек вместе с краткими отзывами родителей. Жесты и позы, которые теперь известны по фотографиям кукол Бартлетта, соответствуют фотографиям реальных детей[22].

## Особенности творчества Бартлетта
Куклы Бартлетта точны с анатомической точки зрения и качественно сделаны. Бартлетт использовал медицинские диаграммы развития ребёнка и анатомические справочники, чтобы убедиться, что его куклы правильны в каждой мельчайшей детали. Модная одежда умело сшита, каждая кукла имеет полный гардероб. По подсчётам Эшли Гранвиль, для создания одной только мимики куклы у Бартлетта должно было уходить до 50 часов чистого времени. Полный процесс изготовления куклы должен был занимать целый год. Американский журналист Майкл Татищев в единственной прижизненной статье о творчестве дизайнера писал: «Мистер Бартлетт говорил о создании кукол так, как математик решает сложное уравнение: изучая, открывая пути и способы достижения желаемых результатов в стремлении к совершенству». После смерти Бартлетта было обнаружено всего пятнадцать кукол. Три куклы — мальчики, которые напоминают детей в возрасте восьми лет. Критики находят здесь тесную связь с возрастом художника, когда он стал сиротой. Эти работы можно интерпретировать как серию автопортретов. Скульптуры изготовлены из раскрашенного гипса. Остальные двенадцать кукол представляют девочек от восьми лет и старше. Куклы демонстрируют, по мнению искусствоведов, влияние скульптуры Северного Возрождения, глянцевой рекламы, журналов моды и голливудской портретной фотографии.
Бартлетт детально продумывал композиции своих фотографий с куклами. Хотя он и не имел соответствующего образования, его оригинальные композиции и умелое использование освещения предполагают изысканное чувство красоты и знание технической стороны фотоискусства, что было результатом работы в качестве коммерческого фотографа и графического дизайнера. Особый интерес представляет технология изготовления кукол. Куклы имели подвижные и съёмные части, поэтому он мог легко изменить положение фигуры. Большинство фотографий кукол запечатлели ситуации, в которых часто оказываются дети, такие как наказание щенка, чтение книги, различные настроения: плач, волнение или радость. Другие фотографии предполагают сексуальную озабоченность автора, так как не учитывают юный возраст персонажа, не соотносимый с чрезмерно вольными позами кукол: юная балерина, танцующая в прозрачном ночном платье, девочка, приподнимающая юбку, девушка с языком, игриво высовывающимся изо рта, обнажённая девочка, на которой из одежды только венок на голове в гавайском стиле и соломенная юбка, стоит, положив руку на бедро. Куклы и фотографии Бартлетта неоднократно соотносились с романом «Лолита» Владимира Набокова, опубликованным в 1955 году.
Детали кукол на фотографиях, особенно цветных, становились чёткими и яркими, что усиливало не только ощущение их совершенства, но и эмоциональный и часто двусмысленный заряд. Например, блондинка, сидящая на полу и одетая в ярко жёлтое платье и соломенную шляпу, на фотографии улыбается, но улыбка скорее оказывается гримасой, как если бы она с тревогой наблюдала за приближением опасности и решала, должна ли она противостоять ей или уклониться от встречи с ней.
Фигура девочки на фотографии Бартлетта «Балерина» (англ. «Ballerina») из собрания Julie Saul Gallery в Нью-Йорке (19,7 × 17,1 сантиметров, искусствоведы датируют её широким периодом времени — 1940—1950 годами), предположительно, двенадцати или тринадцати лет с длинными светлыми волосами, по выражению художественного критика «The Boston Globe», «потрясающе красива». Стоя босиком на одной ноге, она демонстрирует изящное, тонко сбалансированное положение тела, которое запечатлел на одной из поздних бронзовых скульптур танцовщицы французский художник-импрессионист и скульптор Эдгар Дега (его скульптура известна в различных вариантах, один из которых находится в музее Метрополитен в Нью-Йорке). На этой фотографии она одета в бикини, а на фотографии из Collection de l’Art Brut в Лозанне — в спортивный купальник (эта фотография не имеет авторского названия, её размер — 9,8 x 12,5 сантиметра, фотография не датирована). Ещё один вариант запечатлел эту же куклу в балетной сцене (данная фотография была сделана Бартлеттом около 1950 года, на аукционе она была оценена в 3000 — 4000 долларов). Девочка задумчиво смотрит перед собой, как будто погрузившись в мечту.
Публикация цветных снимков вызвала новый всплеск обвинений в девиантных наклонностях автора. Вместе с тем публикация этих фотографий позволила предположить, что Бартлетт создавал куклы в первую очередь для получения практики в художественной фотографии.

## Мортон Бартлетт в культуре
Композитор Джон Зорн написал четыре музыкальных эпизода общей продолжительностью семь минут для документального фильма о Бартлетте, снятого режиссёром Эмили Харрис в 2002 году. Все четыре эпизода вошли в альбом «Музыка кино XII. Том II. Три документальных фильма» (англ. «Film Works XII. Volume Two. Three Documentaries») и объединены в нём общим названием «Искусственная семья». Музыкальная композиция аранжирована для виолончели и женского голоса (исполняют Дженнифер Чарльз и Эрик Фридлендер).
Музыкальный критик писал: «В своей музыкальной интерпретации жизни Бартлетта Зорн спасает хрупкое человеческое существо от обвинений в извращённости и при этом предлагает нам трогательный и гораздо более правильный вариант размышлений об одиночестве Бартлетта и его стремлении к семье».